# 양지를 찾아서
양지를 찾아서는 한국에서 제작된 권영순 감독의 1959년 영화이다. 이택균 등이 주연으로 출연하였고 박승학 등이 제작에 참여하였다.

## 출연

### 주연
- 이택균
- 양미희
- 김승호
- 허장강

## 제작진
- 조명: 이한찬
- 녹음: 이경순
- 미술: 임명선